# Glikozylacja
Glikozylacja – reakcja łączenia węglowodanów z innymi związkami organicznymi z wytworzeniem wiązania glikozydowego. Produktem glikozylacji są glikozydy, często spotykane w organizmach żywych. Przykładowe związki tej grupy to glikoproteiny (produkty glikozylacji białek), glikolipidy (glikozylowane tłuszcze), nukleozydy (glikozylowane puryny lub pirymidyny) i glikozylowane flawonoidy (barwniki roślinne). 

## Glikozylacja białek
Glikozylacja białek jest zjawiskiem powszechnym – ponad połowa białek w organizmach jest glikozylowana. Przyłączenie reszty cukrowej do białka następuje poprzez wiązanie N-glikozydowe lub wiązanie O-glikozydowe. 
N-glikozylacja polega na przyłączeniu reszty cukru do atomu azotu łańcucha bocznego jednej z reszt aminokwasowych białka, na przykład u eukariontów do reszty asparaginy. Proces N-glikozylacji białek w organizmach żywych rozpoczyna się w cytoplazmie, jest kontynuowany w siateczce śródplazmatycznej i kończony w aparacie Golgiego. Jest to modyfikacja potranslacyjna białka, ponieważ jednak zachodzi równolegle z translacją, na rosnącym łańcuchu polipeptydowym, bywa określana jako proces kotranslacyjny. Podczas N-glikozylacji transferaza oligosacharydowa (OST, z ang. oligosaccharyltransferase) przyłącza do białka rozgałęziony oligosacharyd (14-mer), który jest presyntetyzowany jako pirofosforan dolicholu (alkoholu terpenowego związanego z siateczką śródplazmatyczną). Sekwencja cukrowa rozpoczyna się od 2 reszt N-acetyloglukozaminy. W kolejnych etapach procesu następuje modyfikacja oligosacharydu; u różnych organizmów ma ona różny przebieg.
O-glikozylacja zachodzi w aparacie Golgiego i jest procesem ściśle potranslacyjnym. Miejscami przyłączenia łańcucha cukrowego są zazwyczaj grupy hydroksylowe reszt Ser lub Thr, jednak mogą to być także inne lokalizacje, przykładowo Tyr lub Hyp. Poza pierwszą resztą cukrową (którą zazwyczaj jest N-acetylogalaktozamina), dalsza sekwencja cukrowa może być zróżnicowana.
W pewnych warunkach glikozylacja białek może zachodzić bez udziału enzymów, proces ten nosi nazwę glikacji.